# Trichoncus aurantiipes
Trichoncus aurantiipes là một loài nhện trong họ Linyphiidae.
Loài này thuộc chi Trichoncus. Trichoncus aurantiipes được Eugène Simon miêu tả năm 1884.